# Subjective Quality Factor
Der Subjective Quality Factor (SQF) ist nach E. M. Grainger und K. N. Cupery (1972) ein psychophysikalischer Faktor, der sich aus der Fläche unter der Kontrastübertragungsfunktion ergibt. Dieser Faktor bringt das Auflösungsvermögen des Auges und somit die visuelle Wahrnehmung des Menschen mit in die Kontrastübertragungsfunktion ein.

## Allgemein
Der SQF wurde von E.M. Grainger und K.N. Cupery in der „Photographic Science and Engineering“ im Jahr 1972 unter dem vollständigen Namen “An optical merit function (SQF) which correlates with subjective image judgments” veröffentlicht. Als Ergebnis von der Suche nach einem messbaren und einfach zu berechnendem Wert, der mit der subjektiven Wahrnehmung weitestgehend übereinstimmt, wurde der SQF entwickelt. Mit dem SQF lässt sich die subjektive Bildqualität, der Bildeindruck des Menschen, mit bis zu 98,8 % bestimmen.
Diese Übereinstimmung kommt durch den Vergleich mit Testreihen von Bildbewertung durch Menschen zustande. 

### Hintergrund der SQF
Eine Kontrastübertragungsfunktion beschreibt die Übertragung, im weitesten Sinne die Abbildung, eines Objekts durch ein Optisches Medium wie z. B. ein Objektiv.
Diese Funktion gibt insbesondere an, wie viel Kontrast bei einer dazugehörigen Frequenz (schwarz-weiß Übergänge) übertragen wird. Da das menschliche Auge durch seine Anatomie in der Auflösung begrenzt ist, muss diese Funktion daran angepasst werden, dies geschieht mit Hilfe des SQF.

### Anwendung
Der SQF kann als Hilfsmittel
- beim designen von optischen Systemen dienen.

- zum subjektiven allerdings messbaren Vergleich unterschiedlicher Systeme verwendet werden.[1]

## Beschreibung SQF

Veranschaulichung des SQF (nach Quelle: Zeiss)

Der SQF bezieht sich auf das menschliche Auge. Das Auflösungsvermögen des Auges ist allerdings Winkel-bezogen, d. h. mit zunehmendem Abstand wird die Auflösung kleiner. Aus diesem Grund wird die Einheit Linienpaare pro Grad (Lp/deg) verwendet, welche den Betrachtungsabstand in Bezug auf die Bildgröße berücksichtigt. Über die Winkelverhältnisse kann die Auflösung in Lp/mm umgerechnet werden. Das Auflösungsvermögen des Auges beträgt 3 Lp/deg bis 12 Lp/deg, was die räumliche Frequenz beschreibt. Die Fläche unter der MTF Kurve, was dem SQF entspricht, muss in diesem Frequenzbereich möglichst groß werden, damit das Bild für den Betrachter qualitativ gut erscheint.
Je größer die Fläche unter der MTF-Kurve ist desto besser wird das Bild empfunden. Allerdings kann mit der SQF nicht die Bildeigenschaft wie z. B. die Auflösung von hohen oder niedrigen Frequenzen beschrieben werden. Da die Fläche unter zwei MTF-Kurven gleich sein kann. Es besteht jedoch eine Korrelation mit unserem subjektiven Wahrnehmungsvermögen.

## Mathematischer Hintergrund
Der SQF ergibt sich aus der Fläche der MTF-Kurve, wobei die Ortsfrequenzen logarithmisch aufgetragen sind.

Daraus ergibt sich hierfür:
Heutzutage verwendet:
{\displaystyle {\begin{aligned}SQF=K\int _{u_{1}}^{u_{2}}MTF(u)d(\log(u))\end{aligned}}}
- {\displaystyle {\begin{aligned}K={\frac {1}{\log(4)}}-{\text{ Konstante zur Normalisierung auf 1}}\end{aligned}}}
- {\displaystyle u_{1}=3\,\mathrm {Lp/deg} }
- {\displaystyle u_{2}=12\,\mathrm {Lp/deg} }

Ursprüngliche 2-Dimensionale-Variante:
{\displaystyle SQF=K\int \limits _{10}^{40}\int \limits _{0}^{2\pi }OTF(f,\theta )d(\log(f))d(\theta )}
- {\displaystyle f=} Ortsfrequenz
- {\displaystyle \theta =} azimutale Winkel

## Messmöglichkeit

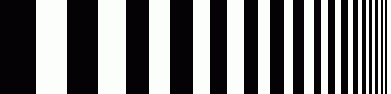
Testmuster in logarithmischer Darstellung zum Messen einer gewichteten SQF

Die MTF kann direkt mit der SQF-Gewichtung mittels logarithmisch periodischem Target ermittelt werden, welches mit einer Kamera aufgenommen wird. Aus der Bild-Aufnahme muss eine standardmäßige MTF-Auswertung durchgeführt werden. Aus dieser Auswertung erhält man die gewichtete MTF, somit muss hier nur noch die Fläche unter der Kurve bestimmt werden um den SQF zu erhalten.